# Colón (Buenos Aires)
Colón is een plaats in het Argentijnse bestuurlijke gebied Colón in de provincie Buenos Aires. De plaats telt 23.171 inwoners.